# Joseph Okumu
Joseph Okumu, né le 26 mai 1997 à Kisumu au Kenya, est un footballeur international kényan jouant au poste de défenseur central au Stade de Reims.

## Biographie

### En club
Né à Kisumu au Kenya, Joseph Okumu commence le football dans son pays natal, avec le club du Chemelil Sugar. 
Le 16 août 2018, il rejoint les Real Monarchs, club évoluant alors en USL Championship.
Un an plus tard ,il effectue ses premiers pas en Europe, plus précisément en Suède, en s'engageant avec l'IF Elfsborg, le 28 août 2019. Il joue son premier match sous ses nouvelles couleurs le 29 septembre 2019, face à l'AIK Solna, en championnat. Il est titularisé en défense centrale lors de cette rencontre qui se termine sur un match nul (1-1).
Ses prestations attirent plusieurs clubs européens, notamment le FC Lorient, le Stade de Reims ou encore le KAA La Gantoise en vue du mercato d'été 2021,. Il s'engage finalement en faveur de la formation belge où il paraphe un contrat de quatre ans le 21 juin 2021.
Okumu joue son premier match pour La Gantoise le 25 juillet 2021, lors de la première journée de la saison 2021-2022 de Division 1A contre le K Saint-Trond VV. Il est titularisé et son équipe s'incline par deux buts à un.
Le 22 juillet 2023, Joseph Okumu rejoint la France afin de s'engager en faveur du Stade de Reims. Il signe un contrat de cinq ans, soit jusqu'en juin 2028.
Okumu marque son premier but pour Reims le 30 mars 2024, lors d'une rencontre de championnat face à l'Olympique lyonnais. Titularisé, il ouvre le score mais les deux équipes se neutralisent (1-1 score final).

### En sélection
Joseph Okumu reçoit sa première sélection en équipe du Kenya le 31 mai 2016, en amical contre le Soudan (score : 1-1). Il doit ensuite attendre plus de trois ans avant de se voir rappelé en sélection.
Il est ensuite retenu par le sélectionneur Sébastien Migné afin de participer à la coupe d'Afrique des nations en 2019. Il est titulaire lors de cette compétition et joue les trois matchs de son équipe. Avec une victoire et deux défaites, les joueurs kényans ne parviennent pas à sortir de la phase de groupe.

## Statistiques

### Statistiques détaillées
Le tableau ci-dessous présente les statistiques en carrière de joueur de Joseph Okumu.

| Saison                | Club                  | Championnat           | Championnat | Championnat | Championnat | Coupe(s) nationale(s) | Coupe(s) nationale(s) | Coupe(s) nationale(s) | Compétition(s) continentale(s) | Compétition(s) continentale(s) | Compétition(s) continentale(s) | Compétition(s) continentale(s) | Total | Total | Total |
| Saison                | Club                  | Division              | M.          | B.          | P.d.        | M.                    | B.                    | P.d.                  | Comp.                          | M.                             | B.                             | P.d.                           | M.    | B.    | P.d.  |
| 2019                  | IF Elfsborg           | Allsvenskan           | 3           | 0           | 0           | -                     | -                     | -                     | -                              | -                              | -                              | -                              | 3     | 0     | 0     |
| 2020                  | IF Elfsborg           | Allsvenskan           | 24          | 0           | 1           | 4                     | 0                     | -                     | -                              | -                              | -                              | -                              | 28    | 0     | 1     |
| 2021                  | IF Elfsborg           | Allsvenskan           | 7           | 0           | 0           | 3                     | 0                     | -                     | -                              | -                              | -                              | -                              | 10    | 0     | 0     |
| Sous-total            | Sous-total            | Sous-total            | 34          | 0           | 1           | 7                     | 0                     | 0                     | -                              | -                              | -                              | -                              | 41    | 0     | 1     |
| 2021-2022             | KAA La Gantoise       | Jupiler League        | 27+4        | 0+1         | 0           | 6                     | 1                     | -                     | C4                             | 10                             | 1                              | 0                              | 47    | 3     | 0     |
| 2022-2023             | KAA La Gantoise       | Jupiler League        | 28+2        | 1+0         | 0           | 4                     | 0                     | 0                     | C3+C4                          | 2+9                            | 0                              | 0                              | 45    | 1     | 0     |
| Sous-total            | Sous-total            | Sous-total            | 61          | 2           | 0           | 10                    | 1                     | 0                     | -                              | 21                             | 1                              | 0                              | 92    | 4     | 0     |
| 2023-2024             | Stade de Reims        | Ligue 1               | 21          | 1           | 0           | 2                     | 0                     | 0                     | -                              | -                              | -                              | -                              | 23    | 1     | 0     |
| 2024-2025             | Stade de Reims        | Ligue 1               | 22+2        | 1+0         | 0           | 4                     | 0                     | 0                     | -                              | -                              | -                              | -                              | 28    | 1     | 0     |
| 2025-2026             | Stade de Reims        | Ligue 2               | 1           | 0           | 0           | -                     | -                     | -                     | -                              | -                              | -                              | -                              | 1     | 0     | 0     |
| Sous-total            | Sous-total            | Sous-total            | 46          | 2           | 0           | 6                     | 0                     | 0                     | -                              | -                              | -                              | -                              | 52    | 2     | 0     |
| Total sur la carrière | Total sur la carrière | Total sur la carrière | 141         | 4           | 1           | 23                    | 1                     | 0                     | -                              | 21                             | 0                              | 0                              | 185   | 5     | 1     |

### En sélection nationale
| Saison                | Sélection             | Phases finales        | Phases finales | Phases finales | Phases finales | Éliminatoires | Éliminatoires | Éliminatoires | Matchs amicaux | Matchs amicaux | Matchs amicaux | Total | Total | Total |
| Saison                | Sélection             | Compétition           | M              | B              | Pd             | M             | B             | Pd            | M              | B              | Pd             | M     | B     | Pd    |
| --------------------- | --------------------- | --------------------- | -------------- | -------------- | -------------- | ------------- | ------------- | ------------- | -------------- | -------------- | -------------- | ----- | ----- | ----- |
| 2015-2016             | Kenya                 | -                     | -              | -              | -              | -             | -             | -             | 1              | 0              | 0              | 1     | 0     | 0     |
| 2018-2019             | Kenya                 | CAN 2019              | 3              | 0              | 0              | -             | -             | -             | 2              | 0              | 0              | 5     | 0     | 0     |
| 2019-2020             | Kenya                 | -                     | -              | -              | -              | 2             | 0             | 0             | 1              | 0              | 0              | 3     | 0     | 0     |
| 2020-2021             | Kenya                 | -                     | -              | -              | -              | 2             | 0             | 0             | -              | -              | -              | 2     | 0     | 0     |
| 2021-2022             | Kenya                 | -                     | -              | -              | -              | 6             | 0             | 0             | -              | -              | -              | 6     | 0     | 0     |
| 2022-2023             | Kenya                 | -                     | -              | -              | -              | 2             | 0             | 0             | 1              | 0              | 0              | 3     | 0     | 0     |
| 2023-2024             | Kenya                 | -                     | -              | -              | -              | -             | -             | -             | 5              | 1              | 0              | 5     | 1     | 0     |
| 2024-2025             | Kenya                 | -                     | -              | -              | -              | 5             | 0             | 0             | -              | -              | -              | 5     | 0     | 0     |
| Total sur la carrière | Total sur la carrière | Total sur la carrière | 3              | 0              | 0              | 15            | 0             | 0             | 10             | 1              | 0              | 28    | 1     | 0     |

## Palmarès
Il remporte la Coupe de Belgique en 2022 avec le KAA La Gantoise. Il est également finaliste de la Supercoupe de Belgique en 2022.
En 2020, il est vice-champion de Suède avec l'IF Elfsborg. Il est également finaliste de la Coupe de France en 2025 avec le Stade de Reims.
| KAA La Gantoise (1)                                                                      | IF Elfsborg                                      | Stade de Reims                         |
| ---------------------------------------------------------------------------------------- | ------------------------------------------------ | -------------------------------------- |
| - Coupe de Belgique : - Vainqueur : 2022. - Supercoupe de Belgique : - Finaliste : 2022. | - Championnat de Suède : - Vice-champion : 2020. | - Coupe de France : - Finaliste : 2025 |

## Vie personnelle
Ses idoles sont Thiago Silva et Kalidou Koulibaly, deux joueurs évoluant au même poste que lui.